# Юдит д’Эврё
Юдит д’Эврё (Юдифь; фр. Judith d'Evreux; 1050, Эврё — 1076, Палермо) — дочь нормандского феодала Гийома из рода д’Эврё, в замужестве — Великая графиня Сицилии. Первая жена Рожера I, участвовала в завоевании норманнами Сицилии.

## Биография
Юдит д’Эврё родилась в 1050 году. Она была единственным ребёнком Гийома (Вильгельма) д’Эврё, младшего сына графа Робера д’Эврё, и его жены Авизы Жеруа, которая от первого брака с Робером де Гранмеснилем имела ещё шестерых детей, один из которых — Робер II де Гранмесниль — стал опекуном несовершеннолетней Юдиты после смерти её родителей.
Юдит д’Эврё и Рожер д’Отвиль, сын барона Танкреда д’Отвиля, познакомились в Нормандии. Но брак между ними был невозможен из-за неравного социального положения. Юдит была двоюродной сестрой герцога Вильгельма II Нормандского, будущего завоевателя Англии.
В 1057 году, вслед за старшими братьями, Рожер отправился в Южную Италию, где вместе с Робером Гвискаром завершил завоевание Калабрии и в 1061 году начал завоевание Сицилии.
В это же время Робер II де Гранмесниль, после ссоры с герцогом Вильгельмом II Нормандским, был вынужден бежать из Нормандии. Он и Юдит прибыли ко двору Робера Гвискара в Южной Италии. Последний основал для Робера де Гранмесниля монастырь Святой Евфимии в Калабрии и устроил брак Юдиты с Рожером. Рожер, узнав о приезде Юдиты, прервал очередную кампанию на Сицилии, во время которой была взята Тройна, и прибыл в Калабрию.
В декабре 1061 года в Сан-Мартино-д’Агриё Рожер д’Отвиль и Юдит д’Эврё поженились. После свадьбы супруги переехали в Милето — резиденцию Рожера в Калабрии.
Через месяц он снова отбыл на Сицилию, где в начале 1062 года захватил Петралию, затем вернулся в Калабрию и потребовал от Робера Гвискара давно обещанного раздела владений. Отказ Робера Гвискара привел к междоусобной войне, по окончании которой требования Рожера были выполнены. Косвенной причиной войны была Юдит, которой Рожер, в соответствии с усвоенными норманнами лангобардскими законами, был обязан преподнести «утренний дар» — подарок жене после первой брачной ночи. Получив половину Калабрии, Рожер щедро одарил Юдиту и её единоутробного брата — Робера де Гранмесниля, аббата монастыря Святой Евфимии.
Во время междоусобной войны между норманнскими лидерами сицилийские арабы сумели отбить Тройну и Петралию, в связи с чем Рожер, едва примирившись с Робером Гвискаром, вернулся на остров, взяв с собой Юдиту. Он оставил её под защитой сильного гарнизона во вновь завоёванной Тройне, после чего отбыл в поход на Никозию.
Воспользовавшись отсутствием главных норманнских сил, греки, жители Тройны, восстали и призвали на помощь арабов из близлежащих селений. Вместе они осадили норманнский гарнизон в городской цитадели. Узнав об этом, Рожер поспешно вернулся в Тройну, пробился в цитадель, и теперь уже вся норманнская армия оказалась осаждённой превосходящими силами противника в Тройне. Юдит разделяла тяготы войны вместе с мужем.
Оборона Тройны Рожером продолжалась четыре месяца. У осаждённых норманнов закончились припасы, начался голод, и наступившая зима оказалась непривычно холодной. У Рожера и Юдиты, по свидетельству Малатерры, был один плащ на двоих. Рожеру удалось вырваться из цитадели и снять осаду. Норманны восстановили контроль над городом, для устрашения горожан казнив предводителей восстания.
Едва водворив порядок в Тройне, Рожер с небольшим отрядом отбыл в Калабрию за новыми лошадьми, оставив жену во главе гарнизона в городе. Малатерра высоко оценивает твёрдость духа Юдиты, которая ежедневно обходила часовых и ободряла воинов своим мужеством.
Обстоятельства её жизни после обороны Тройны и возвращения Рожера из Калабрии в 1063 году мало известны. Когда, после окончательного завоевания Сицилии, в январе 1072 года Рожер получил титул Великого графа, она стала первой Великой графиней Сицилии.
Юдит д’Эврё умерла в 1076 году.

## Семья
В семье Юдиты д’Эврё и Рожера I Сицилийского родились четыре дочери:
- Фландина Сицилийская (умерла около 1094), замужем первым браком за Югом де Жерси, первым графом Патерно, вторым браком за Энрико дель Васто.
- Матильда Сицилийская (умерла около 1094), замужем за графом Раймондом IV Тулузским.
- Аделиза Сицилийская (умерла около 1096), замужем за графом Энрико ди Монте-Сант’Анджело.
- Эмма Сицилийская (1070—1120), замужем первым браком за графом Гийомом Клермонтским, вторым браком за графом Родольфо ди Монтескальозо.